# Smithfield (Londra)

Smithfield

Smithfield è una località divenuta famosa per il suo mercato e per le attività commerciali ad esso connesse. Si trova nel quartiere di Farringdon Without nella parte nord-ovest della Città di Londra.

## Storia

### Origini

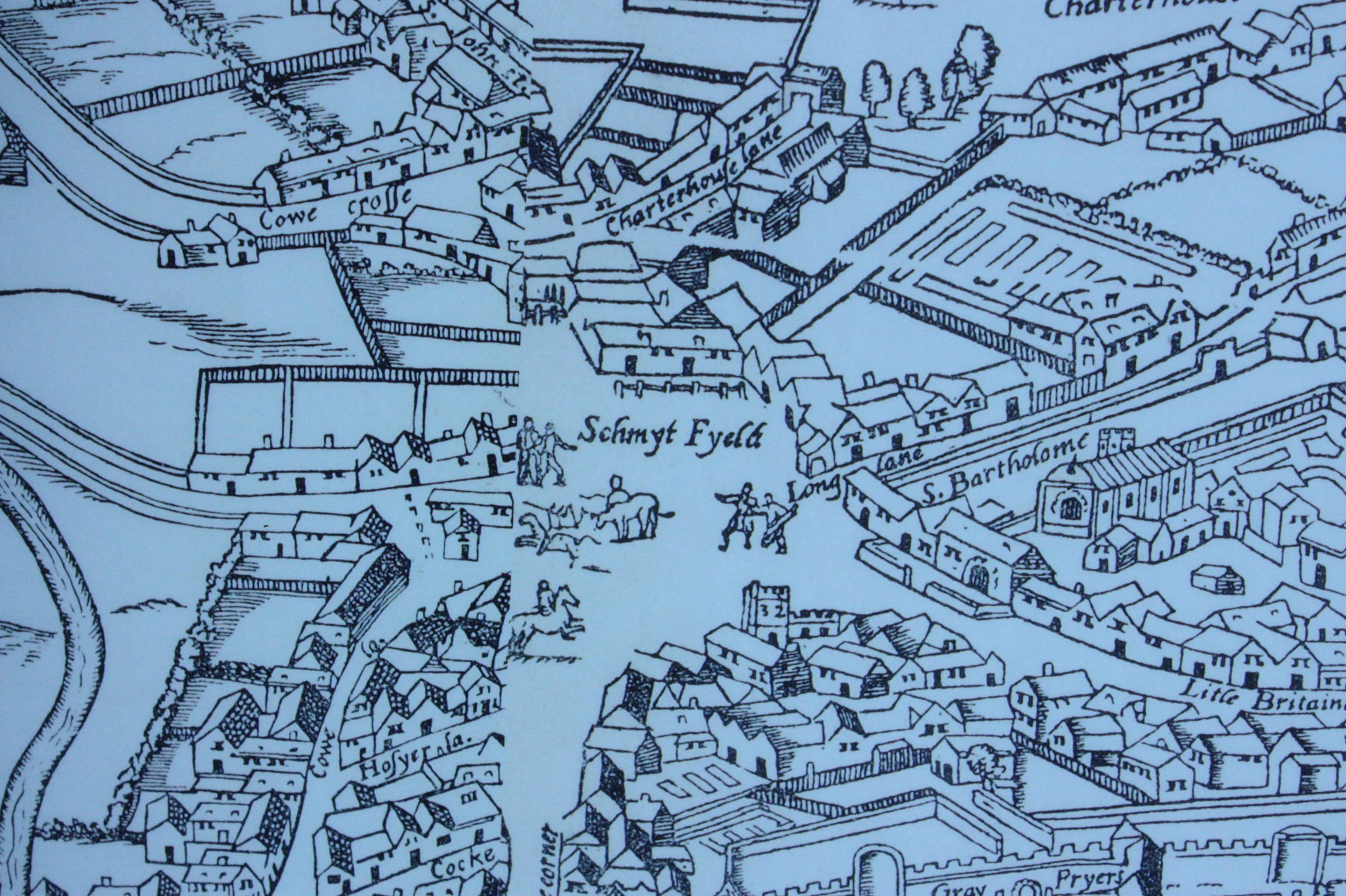
Mappa di Smithfield del 1561

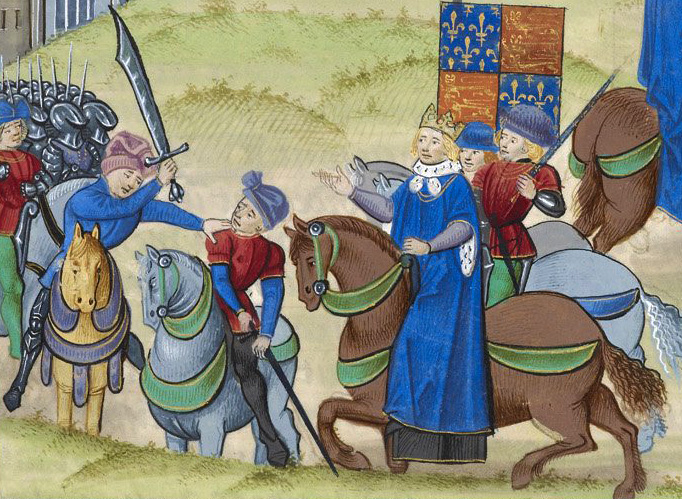
Rappresentazione della morte di Wat Tyler nel 1381

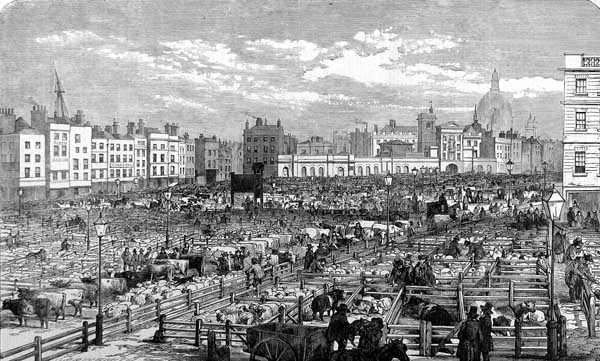
Smithfield nel 1855

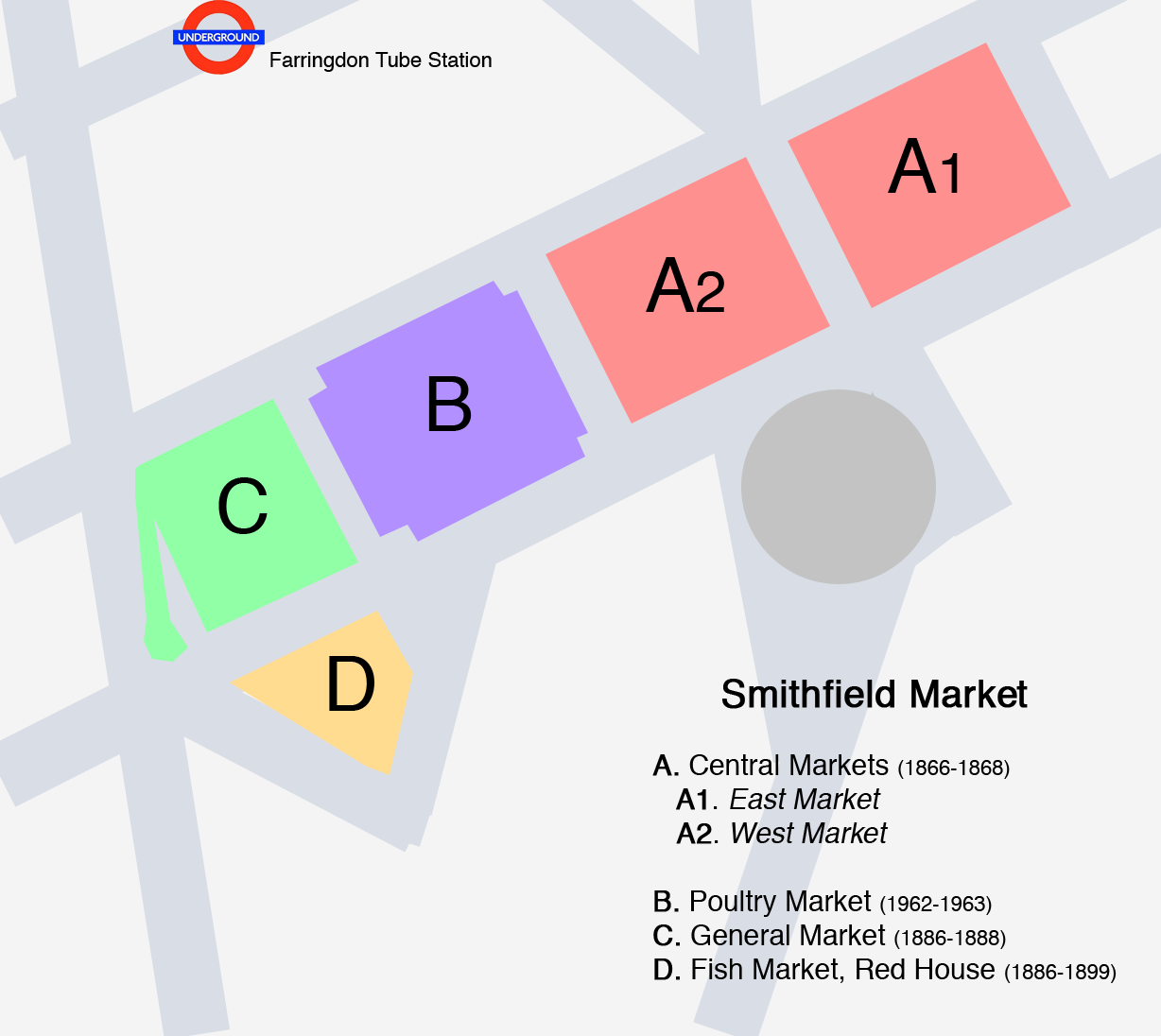
Mappa dello Smithfield Market

Prima di far parte della città era solo una distesa d'erba grande e pianeggiante conosciuta come "Smooth Field" situata nei sobborghi della Città di Londra. Si pensa che "Smooth" derivi dalla parola sassone "Smeth" e che successivamente nella parlata comune sia diventata "Smith". Alcuni nomi di strade conservano ancora oggi il nome originale per esempio Cock Lane, dove veniva venduto il pollame, e Cow Cross Street, dove veniva scambiato il bestiame.
Intorno al 1100 Smithfield era un posto d'incontro per attori e giocolieri per spettacoli e feste. Nel 1133 divenne luogo della rinomata Bartholomew Fair, che iniziava il giorno di San Bartolomeo, il 24 agosto, e si dilungava per i tre giorni successivi. La festa si tenne per più di 700 anni, ma dal 1855 fu vietata per eccesso di violenza e ubriachezza.
Con il passare dei secoli, Smithfield si trasformò da un sito modesto ad un mercato fiorente. Oltre alla vendita di carni, il sito veniva utilizzato per la vendita e le corse di cavalli fin dai tempi di Enrico II d'Inghilterra.
Nel 1174 il sito fu descritto da William Fitzstephen - impiegato al servizio di Thomas à Becket - come «un campo liscio dove ogni venerdì si trovano conti, baroni, cavalieri e cittadini comuni per assistere alla vendita di bei cavalli».
Nel corso degli anni divenne anche un luogo in cui venivano giustiziati eretici, ribelli, criminali e dissidenti politici, che venivano bruciati o decapitati. Tra questi, nel 1305 l'eroe scozzese William Wallace per impiccagione e nel 1381 Wat Tyler, capo della rivolta dei contadini, che lì radunò il suo esercito e che fu ucciso dal Lord Mayor di Londra. Anche molti martiri religiosi trovarono lì la morte, inclusi più di 200 protestanti che furono bruciati sul rogo durante il regno della regina Maria I d'Inghilterra.
Nel 1327 la Città di Londra ottenne il diritto a svolgere attività commerciali grazie ad un’autorizzazione concessa da Edoardo III d'Inghilterra; in quell'epoca Smithfield si trovava in una posizione isolata ma il boom edilizio ed il conseguente ingrandimento della Città di Londra contribuì al suo cambiamento.
Nel XVII secolo Londra si espanse e zone rurali come colline e villaggi vicini alla città furono rapidamente incorporate nella periferia; ciò fece sì che il mercato di Smithfield diventasse rapidamente circondato da negozi e case. Nel 1710 una recinzione di legno - la prima nella storia di Smithfield - fu costruita per impedire al bestiame di vagare per le strade vicine; con la costruzione di ampie strade e piazze ariose, residenze nobiliari e sobborghi verdeggianti, Londra veniva considerata come una città signorile e sofisticata, e vedere il bestiame vagare per le strade, non corrispondeva esattamente a questa immagine: tutto ciò non poteva impedire un forte contrasto tra il mercato, essenzialmente medievale, e la capitale appena ricostruita.
Nonostante nel XVIII secolo le vendite annuali fossero di 74.000 bovini e oltre mezzo milione di pecore le proteste non si placarono e con l'era vittoriana, i tentativi di regolare, purificare e sradicare il mercato si intensificarono. Smithfield si rivelò presto inefficiente per una capitale imperiale come Londra.
Nel 1852 in risposta alle proteste il Parlamento adottò lo Smithfield Market Removal Act e di conseguenza il mercato degli animali vivi venne spostato ad Islington e a Copenhagen Fields.
Nel 1860 la Città di Londra ottenne dal Parlamento l'emanazione del Metropolitan Meat and Poultry Market Act che autorizzò la realizzazione di nuovi edifici sul vecchio sito di Smithfield. I lavori iniziarono nel 1866 sulle due sezioni principali del mercato, corrispondenti a gli edifici est e ovest. Essi furono costruiti sopra la nuova linea ferroviaria che collegava Londra con i principali centri del Paese consentendo la rapida consegna della carne direttamente al mercato garantendone la conservazione; si progettò un'area sotterranea che facilitava le operazioni di scarico delle carni dai treni. Tutto ciò costituì una rivoluzione nel trasporto degli animali, molto conveniente dal punto di vista economico.
Gli edifici progettati dall'architetto vittoriano Horace Jones - lo stesso che progettò il Tower Bridge - furono completati nel novembre 1868 al costo di £ 993.816.
Nel 1875 il Metropolitan Meat & Poultry Act autorizzò anche l'apertura del Poultry Market, il mercato del pollame, che fu successivamente distrutto da un grande incendio nel 1958 e sostituito dall'edificio attuale nel 1962. Negli anni successivi altri edifici furono aggiunti allo stabile per ingrandirne il mercato: nel 1883 quello della frutta chiamato General Market, e nel 1888 quello del pesce, che prese il nome di Annexe Market.
Il 24 novembre 1868 ci fu la cerimonia di inaugurazione con la presenza del sindaco di Londra. 
Nel 1899 venne costruita una cella frigorifera che sancì l’inizio delle importazioni di carne da tutto il mondo: cominciarono a giungere le carni dall'Australia, Nuova Zelanda e dal Sud America, facendo di Smithfield il più importante mercato di carne di tutto il Regno Unito, ruolo che ancora oggi ricopre.

### XX secolo
Durante la seconda guerra mondiale lo stabile venne utilizzato come deposito militare, finché un razzo V2 tedesco colpì il corpo centrale dell'edificio, penetrando nei tunnel ferroviari sottostanti il mercato, provocando un'esplosione udita in tutta Londra e facendo crollare gli edifici del mercato. Le macerie formarono unenorme cratere, in tutto morirono 115 persone e molte altre rimasero gravemente ferite.
Nel 1963 l'edificio venne ricostruito da Thomas Bennett; lo stabile presenta una struttura in cemento armato e un rivestimento esterno in mattoni e la sala principale è coperta da un'enorme cupola di cemento a forma di paraboloide ellittico: si pensa che questa sia stata la più grande struttura in calcestruzzo costruita in Europa in quel periodo.

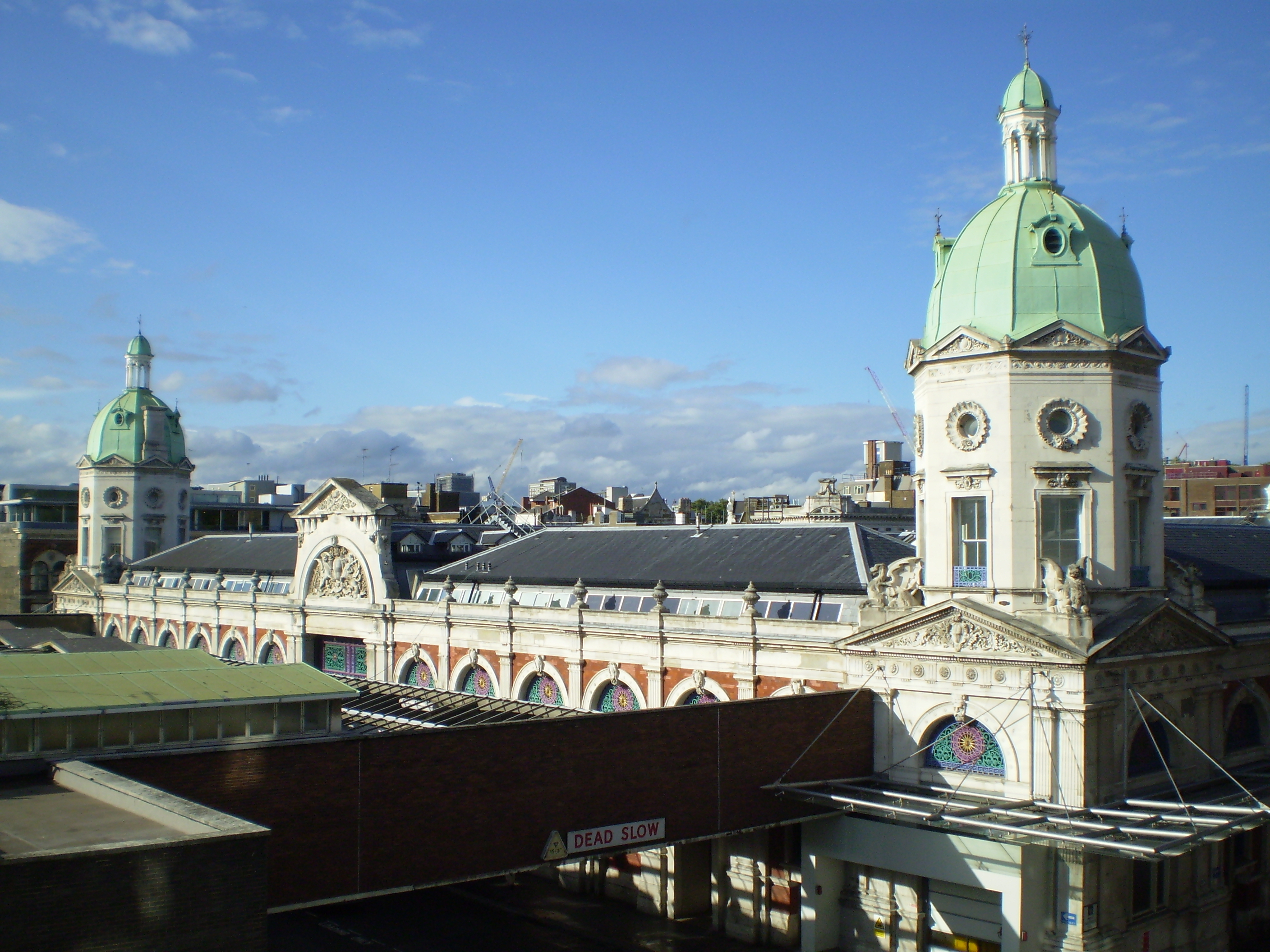
Smithfield Market

### Oggi
Sebbene la sua denominazione ufficialmente sia London Central Markets, il nome con cui è generalmente conosciuto è Smithfield Market.
Lo Smithfield Market è l'ultimo mercato della carne ancora esistente a Londra: carne, pollame, formaggio, torte, specialità gastronomiche e prodotti vari sono disponibili per la vendita già dalle prime ore del mattino. Oltre ad essere uno dei più grandi mercati all'ingrosso d'Europa, è il più antico di tutto il Regno Unito. Oltre alla produzione nazionale di bovini, suini e ovini, si possono trovare carni provenienti dal resto d’Europa, dall’America e dall’Australia.
Il mercato opera per rifornire i macellai, i negozi e i ristoranti della città con carne fresca e di qualità. 
La disposizione originale degli edifici del mercato orientale e occidentale era di 162 bancarelle facilmente accessibili ai clienti in quanto i lati dell'edificio erano aperti. Gli edifici ristrutturati ospitano 23 unità ad est e 21 ad ovest che sono state adattate e divise in un numero di aree a temperatura controllata. I clienti sono in grado di camminare lungo i viali centrali scegliendo tra le merci esposte.
Gli edifici dello Smithfield Market vengono continuamente modernizzati e attirano numerosi turisti, che possono vedere l'interno del mercato solo se provvisti di indumenti protettivi al fine di rispettare le norme igieniche.

## Galleria d'immagini

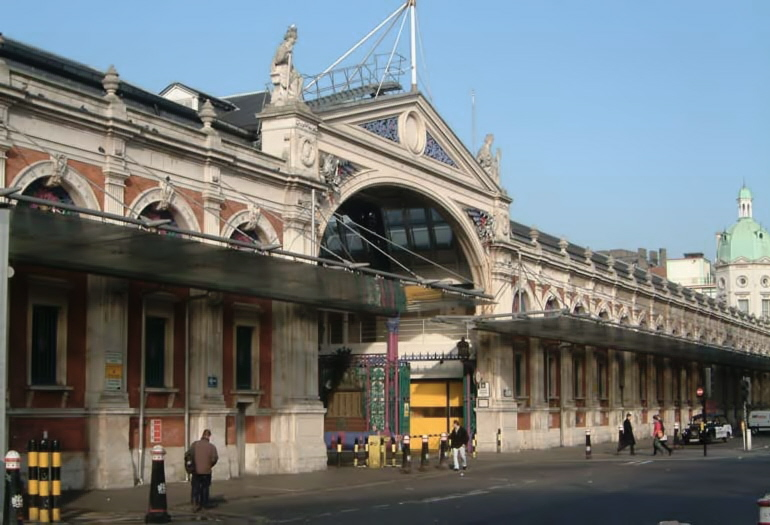
Smithfield Market
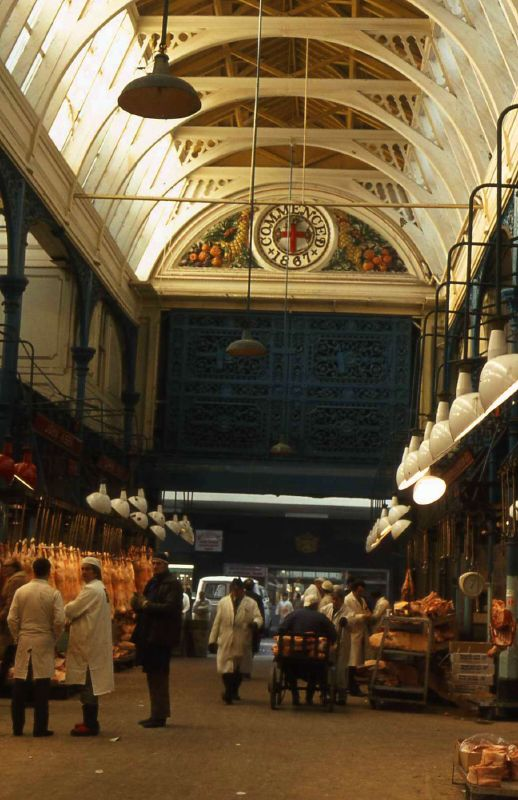
Mercato di Smithfield (interno)
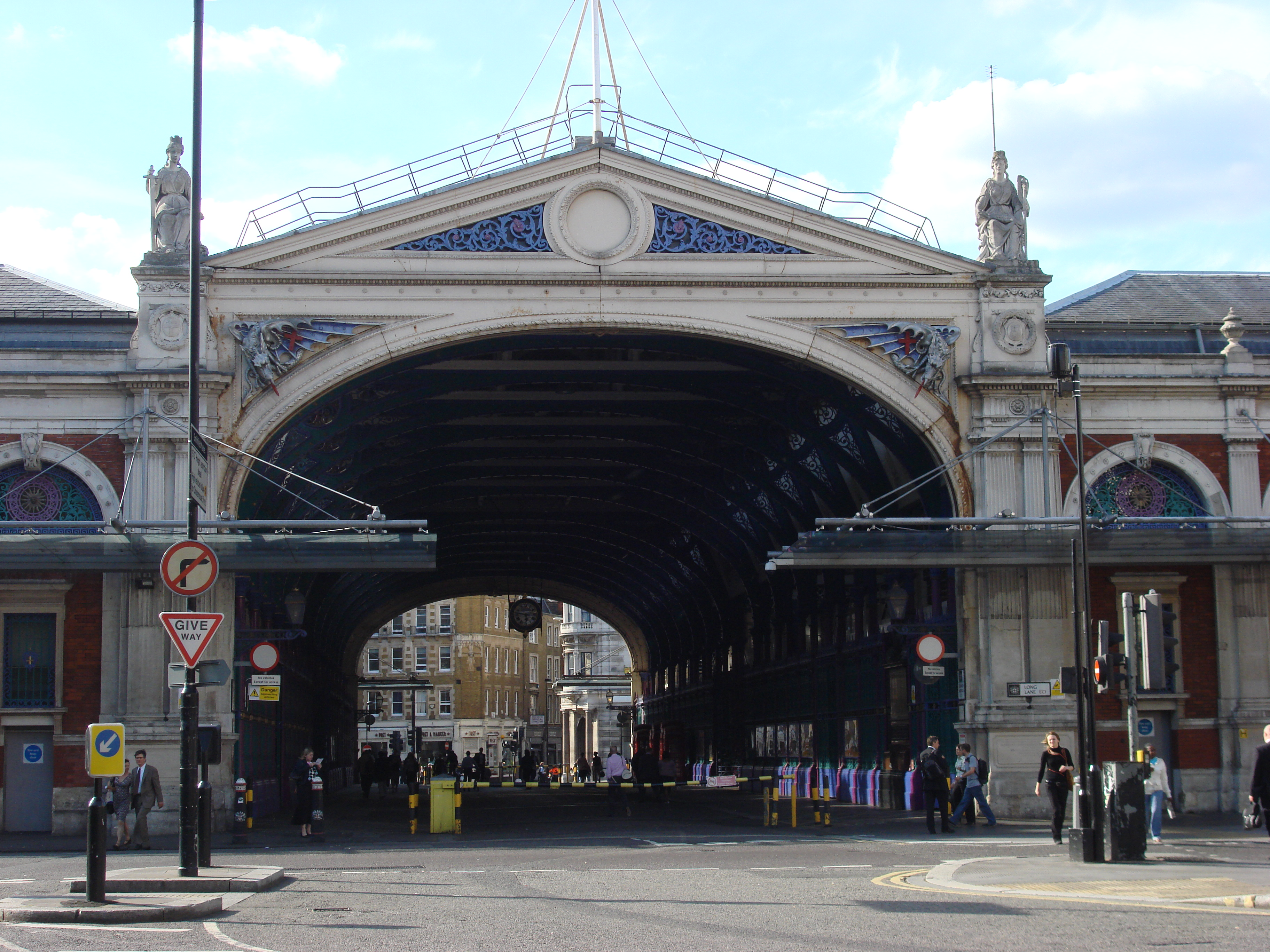
L'ingresso della Grand Avenue
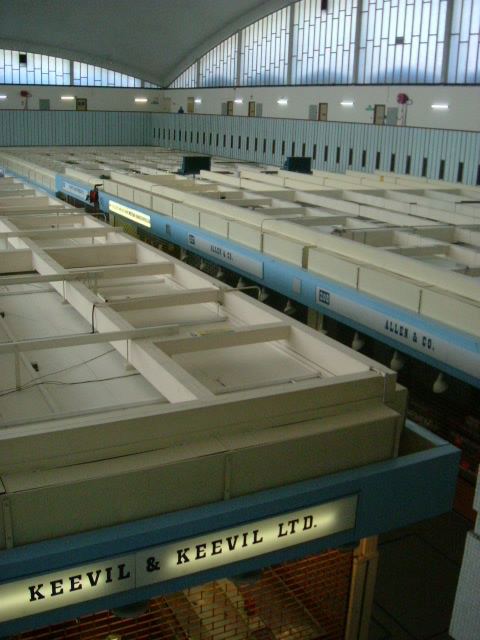
All'interno del Poultry Market